# Уазебас
Уазебас (конец IV века) — царь Аксумского царства. Он известен прежде всего благодаря монетам, которые чеканились во времена его правления.
Монеты Уазебаса были найдены под обломками самой большой стелы в городе Аксуме. Это говорит о том, что стела обрушилась ещё во время его правления. С. Мунро-Хэй (S. C. Munro-Hay) предполагает, что именно эта стела была воздвигнута последней, и что «возможно, они попали в немилость в связи с распространением христианства, которое принесло с собой новые представления о погребении».
Уазебас вновь ввёл на своих монетах девиз времен Эзаны: др.-греч. «TOYTOAPECHTHXWPA», что означает: «Пусть это понравится людям». С. Мунро-Хей отмечает, что этот девиз является «довольно привлекательной особенностью чеканки аксумских монет, передающей ощущение царской заботы и ответственности за желания и удовлетворенность народа».